# Momčilo Raspopović
Momčilo Raspopović (* 18. března 1994) je černohorský profesionální fotbalista, který hraje na pozici pravého obránce za český klub MFK Karviná a černohorský národní tým.

## Klubová kariéra

### Budućnost
Narodil se v Podgorici, kde v sezóně 2012/13 v klubu Budućnost Podgorica debutoval v první černohorské lize. Ve 22 letech odehrál oba zápasy druhého předkola Evropské ligy za Budućnost proti Genku. V prvním utkání, které se hrálo 14. července 2016, Raspopović nastoupil, i když Budućnost prohrála v genské Luminus Areně výsledkem 2:0. O týden později nastoupil i ve druhém utkání proti Genku, které Budućnost vyhrála 2:0, i když Raspopović v penaltovém rozstřelu po prodloužení neproměnil rozhodující penaltu. Pro Raspopoviće to bylo pravděpodobně první střetnutí s týmem z výrazně silnější ligy, protože Genk v té době nasadil hráče jako Wilfred Ndidi. Po více než pěti letech v klubu odešel v lednu 2018 na hostování do chorvatského klubu HNK Rijeka s opcí na odkup.

### Rijeka
Raspopović odešel do Rijeky na hostování v lednu 2018, poté debutoval v lize při vítězství 4:0 nad NK Istra 1961 10. února 2018. Poté, co za Rijeku odehrál celkem osm ligových zápasů ve zbytku sezóny 2017/18, se klub rozhodl koupit Raspopoviće natrvalo. Dne 2. září 2018 vstřelil Raspopović gól z dálky při remíze 1:1 proti Dinamu Záhřeb.

### Karviná
Dne 23. února 2024 podepsal Raspopović smlouvu s českým klubem Karviná.

## Reprezentační kariéra
Poté, co byl součástí černohorského týmu U17 a černohorského týmu U19, byl Raspopović v letech 2013 až 2016 pravidelným členem černohorského týmu do 21 let. Dne 14. listopadu 2019 debutoval pod trenérem Farukem Hadžibegićem v kvalifikačním utkání Černé Hory na Mistrovství Evropy ve fotbale 2020 proti Anglii, které Černá Hora prohrála 7:0.

## Úspěchy
Budućnost
- Černohorská liga: 2016/17
- Černohorský pohár: 2012/13

Rijeka
- Chorvatský pohár: 2019, 2020